# Suore oblate di Sant'Antonio di Padova
Le Suore Oblate di Sant'Antonio di Padova (sigla O.S.A.P.) sono un istituto religioso femminile di diritto pontificio.

## Storia
La congregazione fu fondata il 28 gennaio 1905 a Mesagne da Augusta Succi con il consenso di Salvatore Palmieri, arcivescovo di Brindisi: agli inizi l'istituto incontrò numerose difficoltà e si pensò di sopprimerlo, ma grazie al sostegno del nuovo arcivescovo di Brindisi, il francescano Tommaso Valerio Valeri, riuscì a consolidarsi.
L'istituto, aggregato all'ordine dei frati minori dal 12 gennaio 1916, ricevette un primo riconoscimento pontificio il 2 febbraio 1954 e il decreto di lode il 17 maggio 1952.

## Attività e diffusione
Le suore si dedicano all'educazione e all'istruzione della gioventù e alla cura dei malati negli ospedali.
Oltre che in Italia, sono presenti in Congo-Brazzaville e in India; la sede generalizia è a Brindisi Casale.
Alla fine del 2015 l'istituto contava 123 religiose in 19 case.